# Kristian Kreković
Kristian Kreković (također i Kristijan) (Koprivna kod Modriče, 28. ožujka 1901. – Palma de Mallorca, 21. studenoga 1985.), istaknuti slikar i arhitekt iz redova bosanskohercegovačkih Hrvata, odnosno hrvatsko-peruanski umjetnik.

## Životopis
Kristijan Kreković rođen je u selu Koprivna (na rijeci Bosni, između Doboja i Modriče), u Bosni i Hercegovini, u obitelji šumara iz Like, odakle Krekovići inače potječu. Djetinjstvo i mladost proveo je u Maglaju i Tuzli. Studirao je slikarstvo u Beču, gdje ga je izdržavao židovski par bez djece, od 1921. godine na Akademie der Bildenden Kunste gdje je i diplomirao 1925. godine te u Parizu gdje je studirao slikarstvo i arhitekturu na École Nationale Supérieure de Beaux-Arts. Izlaže od 1925. godine a već 1928. giodine postao je članom francuskog Društva likovnih umjetnika. Iste godine nagrađen je zlatnom medaljom u Bordeauxu na izložbi međunarodne umjetnosti, za djelo Parižanka sa psom. 
Oženio je Sinu Pevsner, francusku Židovku iz Pariza, koja je zbog braka s Krekovićem žrtvovala svoju obećavajuću karijeru pijanistice.
Između 1928. i 1966. posjetio je mnogo puta Peru, te je njegov rad postao duboko prožet životom i umjetnošću Inka. Tijekom Drugog svjetskog rata boravio je sa suprugom židovskog podrijetla Sinom (čitaj: Zinom) u Zagrebu, gdje je portretirao i Antu Pavelića te razrađuje nacrte za monumentalno preoblikovanje središnjega zagrebačkog Trga bana Jelačića. Uspostavom komunističke Jugoslavije mu je, presudom iz 1946. (suđen je zajedno s Lovrom pl. Matačićem i znamenitim hrvatskim pjesnikom Tinom Ujevićem) oduzeta sva pokretna i nepokretna imovina. Prema svjedočenju samoga Krekovića, Ujević je na tu presudu, držeći visoko u ruci svoju malu crnu torbu, uzviknuo: "Slavni sude, ova torba je sva moja pokretna i nepokretna imovina!"
Od 1955. živio je u Peruu, i prihvatio peruansko državljanstvo koje mu je bilo ponuđeno. Imao je veliki uspjeh s izložbom u New Yorku, Washingtonu (Smithsonian Institution, 126 tisuća posjetitelja godine 1955., u samo dva mjeseca!), Bostonu, Philadelphiji, Madridu, Limi, Parizu, Barceloni itd. Od godine 1950. do 1954. radio je kao slikar u Peruu. Njegovu veliku izložbu etnografskih platna održanu godine 1954. u Limi, u Gradskoj vijećnici, otvorio je sam predsjednik Perua Manuel A. Odria i Krekovića odlikovao Redom istaknutih zasluga.
Od 1965. smjestio se u Palma de Mallorci, gdje je 1977. dao izgraditi Museo Palma de Mallorca s njegovim umjetničkim djelima, danas poznat kao Museo Kreković (Collección Pintor Kreković, ili Fundación Museo Kreković). Krekovićev Muzej je godine 1981. službeno otvorila španjolska kraljica Sofija. U knjigu utisaka ona je upisala među inim sljedeće riječi: "...magnifico museo y magnifico pintor" ("veličanstven muzej i veličanstven slikar")."
Osim slikarstvu Kreković se za života posvetio i promicanju svjetskog mira. U novinama Ultimas Hora od 23. svibnja 1981. godine Josep Rosselo govori o Krekoviću kao o "proroku nenasilja" koji "traži jedan novi, miroljubivi odgoj mladeži na svim kontinentima, u duhu nenasilja, društvene pravde, mira, ljepote, ljubavi i snošljivosti među svim ljudima, bez razlike na rase, vjeru, jezik, spol i boju kože". Umro je u Palma de Mallorci 21. studenoga 1985. godine.

## Djelo
Krekovićev opsežan opus od 143 monumentalna platna velikog formata, posvećen hrvatskoj povijesti, među kojima su 63 portreta hrvatskih knezova i kraljeva (od Porge, 620., do Stjepana Tomaševića, 1463.), na žalost nije sačuvan. Stradao je prilikom bombardiranja Beograda 1941. godine. Na sreću, ostale su sačuvane fotografije nekih njegovih djela. Proučavajuć južnoameričke civilizacije u Peruu i proučava kulturu urođeničkih plemena te stvara monumentalno djelo Prošlost i sadašnjost Perua. Kao uspješan portretist portretirao je poznate ličnosti svoga doba kao: britansku kraljicu Mary, jugoslavenskog kralja Aleksandara, švedskiog kralja Gustava, španjolskog kralja Juana Carlosa i Mahatmu Gandija, s kojim je sklopio trajno prijateljstvo a 1975. godine predao je papi Pavlu VI. sliku s naslovom Djevica mira.
Neki likovni kritičari, kao na primjer Camille Mauclair, smatraju ga jednim od najvećih portretista 20 stoljeća.

## Donacija
Kreković je sanjao o slobodnoj Hrvatskoj i namjeravao ponovno započeti rad na hrvatskom ciklusu, ali je umro prije uspostave samostalne hrvatske države. Godine 1991. njegova supruga Sina Kreković poklonila je Hrvatskoj ukupno 52 crteža, koji se danas nalaze u Modernoj galeriji (20 crteža), Nacionalnoj i sveučilišnoj knjižnici (16) i Kabinetu grafike HAZU (16).

## Nagrade i priznanja
- 1928.: Zlatna medalja u Bordeauxu na izložbi međunarodne umjetnosti, za djelo Parižanka sa psom.
- 1954. "Red istaknutih zasluga", odlikovanje predsjednika Perua Manuel A. Odrie.
- 1966.: Znameniti grad Cuzco (ili Cusco, stara prijestolnica Inka na jugu Perua, na visini od 3.400 m, proglašena arheološkom prijestolnicom cijele Južne Amerike), dodijelio mu je titulu počasnog građanina i Zlatnu medalju grada.
- Ekumenska djevica, slika u dvjema inačicama, u katoličkoj i u bizantskoj ikonografiji, darovana papi. Papa Pavao VI. volio je te slike, nazvavši ih "Djevice Mira".[3]
- Oslikao triptih anglikanske crkve u Palma de Mallorci.[3]

## Spomen
- U Palma de Mallorci osim galerije s njegovim imenom postoji i veliki Parc de Kristian Kreković.
- U Tuzli, gdje je Kreković pohađao srednju školu, od 1990-tih jedna je ulica nazvana njegovim imenom, a 10. listopada 2006. godine u tom je gradu u franjevačkom samostanu otvorena Galerija Kristian Kreković.
- Počasni je građanin znamenitog peruanskog grada Cuscoa, stare prijestolnice Inka. U Cuzcu jedna ulica nosi njegovo ime.[3]
- Dvije fotomonografije. Prvoj su autori Romaguera i Rubí Climent Kristian Krekovic: La colleció del Museu Kreković, a drugoj, autora Gaspara Sabatera: Kristian Kreković, el artista y su obra.[3]
- Španjolski pjesnik Javier Bizarro Bentitz dobio je 2002. prestižnu nagradu "Premio de Poesia Antonio Machado" svojom pjesmom posvećenoj parku Kristiana Krekovića (Los fantasmas del Parque Kristian Krekovic). Također je objavio knjigu pjesama koja nosi ime po Krekoviću, Los fantasmas del parque Kristian Krekovic.[3]
- Eseje Llorenca Vidala nosi ime po Krekoviću: Kristian Krekovic, su museo y su mensaje de paz. U njemu je i jedan haiku posvećen uspomeni na Kristiana Krekovića.[3]

## Zanimljivosti
- Kreković je rabio hrvatsko glagoljsko pismo u svojem dnevnom dopisivanju s prijateljem Markom Došenom, predsjednikom Hrvatskog Sabora tijekom Drugog svjetskog rata. Takav običaj se njegovao u njegovoj obitelji još od djetinjstva a njegova supruga Sina, Francuskinja koja je temeljito svladala hrvatski jezik, rabila je mnoge hrvatske izraze i riječi koje su izbačene iz uporabe za vrijeme jugoslavenskog razdoblja.
- Kod prve izložbe u New Yorku pisalo je ispod njegova imena "Yugoslav painter" ("jugoslavenski slikar"). Kreković to nije dozvolio i zaprijetio je da izložbe neće biti ako to ne bude izmijenjeno u "Croatian-Peruvian painter" ("hrvatsko-peruanski slikar"), što mu je i uspjelo, unatoč prosvjedu veleposlanstva ondašnje Jugoslavije.[7]
- Kreković se nerijetko potpisivao kao pintor croata ili pintor croata-peruano.

## Galerija
- Južni ulaz u park.
- Istočni ulaz u park.
- Galerija Kreković.

## Vanjske poveznice
- (šp.), (engl.) Kristian Kreković  Arhivirana inačica izvorne stranice od 28. ožujka 2009. (Wayback Machine)
- Stranica s fotografijama nekih slika iz Krekovićeva opusa
- Hrvatska revija[neaktivna poveznica] Tematski članci